# Melbourne Armstrong Carriker
Melbourne Armstrong Carriker, Jr. (14 de febrero de 1879-27 de julio de 1965), fue un entomólogo y ornitólogo estadounidense, con destacada actuación en el estudio de las aves neotropicales y de los piojos de las aves del suborden Mallophaga.

## Biografía

### Vida
Nació en Sullivan, Illinois en 1879 y cursó los dos años de escuela secundaria y desde entonces ya colectaba especímenes de aves y estudiaba sus hábitats. Cursó la Universidad de Nebraska, y ya desde joven se envolvió en el estudio de los piojos de las aves Mallophaga, bajo la orientación de Lawrence Bruner. En unos de sus viajes de colecta a Colombia conoció su futura esposa con quien tuvo cinco hijos, uno de los cuales, Melbourne Romaine Carriker, fue un malacólogo marino. Residió en Colombia entre 1911 y 1927, donde posseía una hacienda de café, y donde nacieron todos sus hijos, y después, desde 1941 hasta su muerte, en 1965. Está enterrado en Bucaramanga.

### Carrera
A pesar de conocido por sus expresivas colecciones de aves, Carriker se tornó una autoridad mundial en el estudio de los géneros neotropicales de piojos de las aves del suborden Mallophaga, y durante su carrera fue responsable por la descripción de 2 nuevas familias, 4 nuevas subfamilias, 53 nuevos géneros y subgéneros, y 866 nuevas especies y subespecies. Fue muy prolífico en sus publicaciones, entre 1940 y 1959 produjo 33 trabajos, en español e inglés y se correspondió con estudiosos de la sistemática de Mallophaga de todo el mundo.
En 1902 realiza sus primer viaje de colecta a Costa Rica; entre 1907 y 1909 trabaja como curador asistente del Museo Carnegie de Historia Natural bajo la dirección de Walter Edmond Clyde Todd y a partir de allí, realiza expediciones de colecta para las más importantes instituciones de los Estados Unidos, como el propio Carnegie (1902 y 1907-1927); el Museo Americano de Historia Natural (1909); la Academia de Ciencias Naturales de Filadelfia (1929-1938); el Instituto Smithsoniano (1940-1952); el Museo Peabody de Historia Natural; el Museo Field de Historia Natural; y el Museo de Historia Natural del Condado de Los Ángeles. Viajó por toda América del Sur en sus viajes de colecta, cubriendo Trinidad y Tobago, Venezuela y Curazao y explorando casi por completo Perú, Bolivia, y Colombia.
Entre 1929 y 1938 se desempeñó como curador de aves de la Academia de Ciencias Naturales; fue miembro de la American Ornithologists' Union, primero como asociado en 1907, como miembro electivo en 1933 y finalmente como miembro emérito en 1961.
En 1941, ya divorciado, retorna permanentemente a Popayán, Colombia. Se vuelve un asociado del Instituto Smithsoniano y también es nombrado investigador asociado del Museo de Historia Natural de la Universidad del Cauca. Continúa colectando especímenes de aves y de Mallophaga, principalmente en Colombia. Durante sus últimos años publica casi exclusivamente sobre Mallophaga.

## Honores
Le fue concedida la Medalla Brewster de la AOU en 1925 junto a Walter Edmond Clyde Todd, por su trabajo sobre las aves de la región de Santa Marta en Colombia:
- Walter Edmond Clyde Todd, Melbourne Armstrong Carriker (1922). The birds of the Santa Marta region of Colombia: a study in altitudinal distribution, Carnegie Institute, vol. 14 de Annals of the Carnegie Museum, ed. 111 de Publications of the Carnegie Museum.

### Eponimia
Melbourne Armstrong Carriker es homenajeado en el nombre científico de una gran cantidad de especies y subespecies:
- Las aves paloma-perdiz de Veracruz Zentrygon carrikeri y tororoí de Carriker Grallaria carrikeri;
- El anfibio Atelopus carrikeri;
- El murciélago Lophostoma carrikeri;
- Insectos de los géneros Mixoscomia, Rhynonirmus, Coloceras, Rhopaloceras, Centris, Myrsidea, Abelona, Sturnidoecus, Degeeriella, Pseudolipeurus, Psittacobrasus, Heptapsogaster, Columbicola y varios otros con el epíteto carrikeri.
- Los peces Anchoviella carrikeri y Parodon carrikeri.

## Abreviatura (zoología)
La abreviatura Carriker  se emplea para indicar a Melbourne Armstrong Carriker como autoridad en la descripción y taxonomía en zoología.

## Enlaces
- Wikispecies tiene un artículo sobre Melbourne Armstrong Carriker.

- Datos: Q1919075
- Especies: Melbourne Armstrong Carriker Jr.